# Landschaftsmalereischulen
Künstler und Maler einer bestimmten Region lassen sich von   Naturlandschaften inspirieren. Sie formieren sich manchmal um eine oder mehrere charismatische Künstlerpersönlichkeiten in einer Landschaftsmaler- oder Landschaftsmalereischule. Wie im Falle der Schule von Olot oder der Düsseldorfer Malerschule kann es zusätzlich zu Institutionalisierungen solcher Schulen in Form von Kunstbildungseinrichtungen kommen. Im Folgenden wird eine Überblickliste von internationalen Landschaftsmalerei- / Landschaftsmaler-Schulen als sich wechselseitig inspirierenden, lockeren Künstlerassoziationen – und explizit nicht als Bildungsinstitutionen – mit ihren Gründern oder Hauptvertretern und ihrer jeweiligen zeitlichen Einordnung gegeben.

## Landschaftsmalereischulen
- Schule von Madrid (1826–1898)
  - Carlos de Haes

- Schule vom Bidasoa (Ende 19. Jahrhundert–Ende 20. Jahrhundert)
  - Darío de Regoyos (Irun, 1857–1913)
  - Daniel Vázquez Díaz (Fuenterrabía, 1882–1969)
  - Ricardo Baroja  (Vera de Bidasoa, 1871–1953)
  - Gaspar Montes Iturrioz (1901–1998)

- Schule von Olot (Ende 19. Jahrhundert–Anfang 21. Jahrhundert)
  - Joaquim Vayreda (1843–1894)
  - Marià Vayreda (1853–1903)
  - Josep Berga i Boix (1837–1914)

- Luministische Schule von Sitges (ab 1880)[2]
  - Joan Roig i Soler (1852–1909)
  - Santiago Rusiñol (1861–1931)

- Schule von Pont-Aven (1850–1890)
  - Paul Gauguin (1848–1903)

- Schule von Düsseldorf (1830–1840)
  - Andreas Achenbach (1815–1910)
  - Oswald Achenbach (1827–1905)
  - Albert Bierstadt (1830–1902)
  - Max Clarenbach (1880–1952)
  - Friedrich August de Leuw (1817–1888)
  - Eugen Dücker (1841–1916)
  - Hans Fredrik Gude (1825–1903)
  - Carl Friedrich Lessing (1808–1880)
  - Johann Wilhelm Schirmer (1807–1863)

- Schule von Barbizon (1830–1870)
  - Étienne Pierre Théodore Rousseau (1812–1867)
  - Jean-Baptiste Camille Corot (1796–1875)
  - Jean-François Millet (1814–1875)

- Künstlerkolonie Abramzewo (1843)
  - Isaak Iljitsch Lewitan (1860–1900)
  - Walentin Alexandrowitsch Serow (1865–1911)

- Künstlerkolonie von Skagen
  - Peder Severin Krøyer

- Schule von Norwich (1803–1834)
  - John Crome (1768–1821)
  - John Sell Cotman (1782–1842)

- Schule von Tervuren (ab 1860)
  - Louis Dubois (1830–1880)
  - Hippolyte Boulenger (1837–1874)

- Schule von Den Haag (1860–1890)
  - Vincent van Gogh (1853–1890)
  - Pieter Cornelis Mondrian (1872–1944)

- Hudson River School (1825–1875)
  - Thomas Cole (1801–1848)
  - Asher Brown Durand (1796–1886)
  - Frederic Edwin Church (1826–1900)